# Błękit majański
Błękit majański (hiszp. azul maya) – hybrydowy jasnoniebieski pigment wytwarzany przez kultury prekolumbijskiej Mezoameryki, głównie Majów oraz Azteków.
Charakteryzuje się wysoką trwałością oraz intensywnością zabarwienia. Kolor pomimo upływu czasu oraz niesprzyjającego, wilgotnego klimatu panującego na Jukatanie nie blaknie. Jest również odporny na działanie roztworów zasadowych, kwasu azotowego, rozpuszczalników organicznych i biodegradację.
Majowie używali go do dekoracji naczyń ceramicznych, rzeźb i kodeksów, ale przede wszystkim wykorzystywali go w celach rytualnych, ofiarnych, w kadzidłach oraz do ozdabiania murali. Według XVI-wiecznego hiszpańskiego zakonnika i badacza Diego de Landy Majowie malowali nim ludzi przed złożeniem ich w ofierze.

## Historia

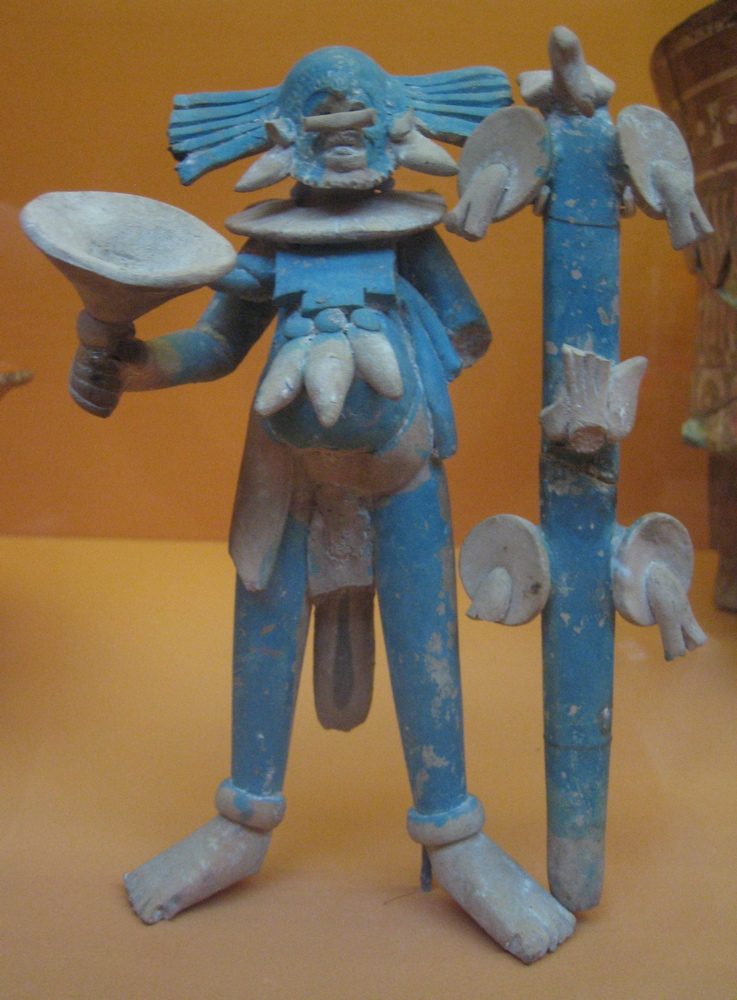
Ceramiczna majańska figurka pokryta błękitnym pigmentem (ok. 700–900 n.e.)

Pigment został wynaleziony najprawdopodobniej we wczesnym okresie klasycznym, gdy Majowie zaczęli malować wewnętrzne murale w świątyniach. Najwcześniejszy przykład użycia pigmentu pochodzi z polichromowanych fresków z Calakmul datowanych na 150 rok n.e. Freski pochodzące z okresu preklasycznego go nie zawierają. Na szeroką skalę zaczął być stosowany w okresie klasycznym od ok. 500 roku n.e.
Po raz pierwszy został opisany w 1931 r. w Chichén Itzá przez angielskiego archeologa H.E. Merwina. Ponieważ w ówczesnym czasie nie natrafiono na niego poza świątyniami Majów, w 1942 r. Rutherford J. Gettens i George L. Stout nadali mu nazwę Maya blue (błękit majański). Szereg prac nad nim wykonał profesor Dean Arnold z Wheaton College, który w ciągu ponad 40 lat badań połączył etnografię, archeologię i materiałoznawstwo w celu analiz materiałowych oraz składu chemicznego.

## Skład chemiczny i wytwarzanie
Pierwsze dane dotyczące składu chemicznego przyniosły badania spektrograficzne próbek z Bonampak. Początkowo stwierdzono jedynie obecność manganu, następnie H.C. Harrison z Uniwersytetu Harvarda zidentyfikował również żelazo, wapń, magnez, glin i krzem. Dalsze badania zostały wstrzymane z powodu braku materiału. Zostały wznowione w 1954 r., gdy Peabody Museum udostępniło próbki z Chichén Itzá. W latach 1956–1957 zaczęto podejrzewać obecność niebieskiego składnika organicznego. W 1957 r. rozpoczęły się analizy pigmentu metodą dyfrakcji rentgenowskiej, które wykazały, że jednym ze składników jest pałygorskit – rodzaj białej gliny, która charakteryzuje się strukturą włóknistą, a nie blaszkowatą, jak w przypadku większość glinek.
Naukowcy zidentyfikowali kilka kopalń pałygorskitu na Jukatanie m.in. w Ticul, Yo'Sah Kab, Sacalum i Chapab. Ustalono również, że minerał w przebadanych próbkach z Chichén Itzá pochodził z Sacalum, a ten z Palenque – z Sacalum, Yo'Sah Kab oraz z jeszcze jednego nieustalonego źródła.
W 1962 r. za pomocą spektroskopii w podczerwieni stwierdzono, że składnikiem organicznym jest indygo. Było to zaskoczeniem, gdyż związek ten szubko ulega rozkładowi pod wpływem kwasu azotowego i innych utleniaczy, podczas gdy błękit majański jest odporny na działanie takich czynników.
W 1966 roku H. Van Olphen rozpoczął próby odtworzenia charakterystycznego błękitu, łącząc różne glinki o strukturze włóknistej, takie jak pałygorskit i sepiolit z syntetycznym indygo. Otrzymał w ten sposób trzy udane próbki. Jego eksperymenty dowiodły, że czynnikiem niezbędnym do otrzymania trwałego pigmentu jest wysoka temperatura. Próby wykorzystania glinek blaszkowatych (kaolinitu, nontronitu i bentonitu) dały gorsze rezultaty. Pigment o najlepszych właściwościach i najtrwalszym kolorze wymagał zastosowania pałygorskitu. W kolejnym roku R. Kleber, L. Masschelein-Kleiner i J. Thissen opierając się na tych doświadczeniach, określili optymalne proporcje każdego składnika.
Późniejsze badania wykazały też, że oba składniki ogrzewano w temperaturze 150–200 stopni Celsjusza, co powoduje, że cząsteczki indyga wnikają w białą glinę pałygorskitu. Dzięki temu procesowi kolor stawał się trwały i odporny na degradację. Ogrzewania dokonywano prawdopodobnie w specjalnie wybudowanych do tego celu piecach, o czym wspominają wczesne hiszpańskie źródła. Inna teoria zaproponowana przez badaczy mówi, że pigment mógł być produktem ubocznym spalania żywicy kopalowej w czasie religijnych ceremonii i rytuałów.
W celu zidentyfikowania pierwiastków śladowych, próbki z ceramiki oraz fresków badano za pomocą spektrometrii mas sprzężoną z plazmą wzbudzaną indukcyjnie oraz neutronową analizą aktywacyjną. Mimo pewnych problemów z korelacją obu metodologii badania pilotażowe ujawniły śladowe ilości rubidu, manganu i niklu.

## Wykorzystanie

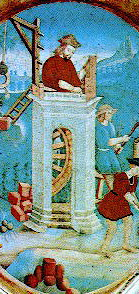
Dzieło Juana Gersona wykorzystujące majański błękit

Pigment był w powszechnym użyciu od ok. V wieku n.e., ale po hiszpańskim podboju Meksyku zaczął stopniowo tracić na znaczeniu i popadać w zapomnienie. Jeszcze w XVI wieku używano go w kilku klasztorach kolonialnego Meksyku, m.in. w Jiutepec, Actopan, Epazoyucan czy Tezontepec. Korzystał z niego również indiański malarz Juan Gerson, który ozdabiał kaplice i kościoły w środkowym Meksyku. Jego freski znajdują się m.in. w kościele św. Franciszka w Tecamachalco.
Istnieją także dowody wskazujące na wykorzystanie błękitu majańskiego w XVI-wiecznych kodeksach, np. w Kodeksie Florentino, oraz na niektórych mapach z Relaciones Geográficas sporządzonych w latach 1578–1583.
W 1989 roku grupa badaczy z kubańskiego Centro Nacional de Conservación, Restauración y Museología podała, że zielonkawoniebieski pigment zwany Azul Habana (błękit hawański), używany w dekoracjach ściennych na budynkach kolonialnych na Kubie, jest w rzeczywistości błękitem majańskim, i był stosowany w latach 1750–1860. Przypuszcza się, że mógł być importowany z Meksyku.